# 福岡 (二戸市)
福岡（ふくおか）は、岩手県二戸市の地名であり、数多の小字を擁する。旧二戸郡福岡通福岡村、旧二戸郡福岡町および爾薩体村福岡に相当する。郵便番号は028-6101。国勢調査によると2020年（令和2年）10月時点での福岡の住民は5,294人、世帯数は2,376世帯である。二戸市役所が立地し、旧国道4号沿いに商店や会社が立ち並ぶなど、二戸市の政治と経済の一端を担うのみならず、岩手県北地域の拠点としての役割を担う。九戸政実の乱以前は宮野と呼ばれていた。

## 地理

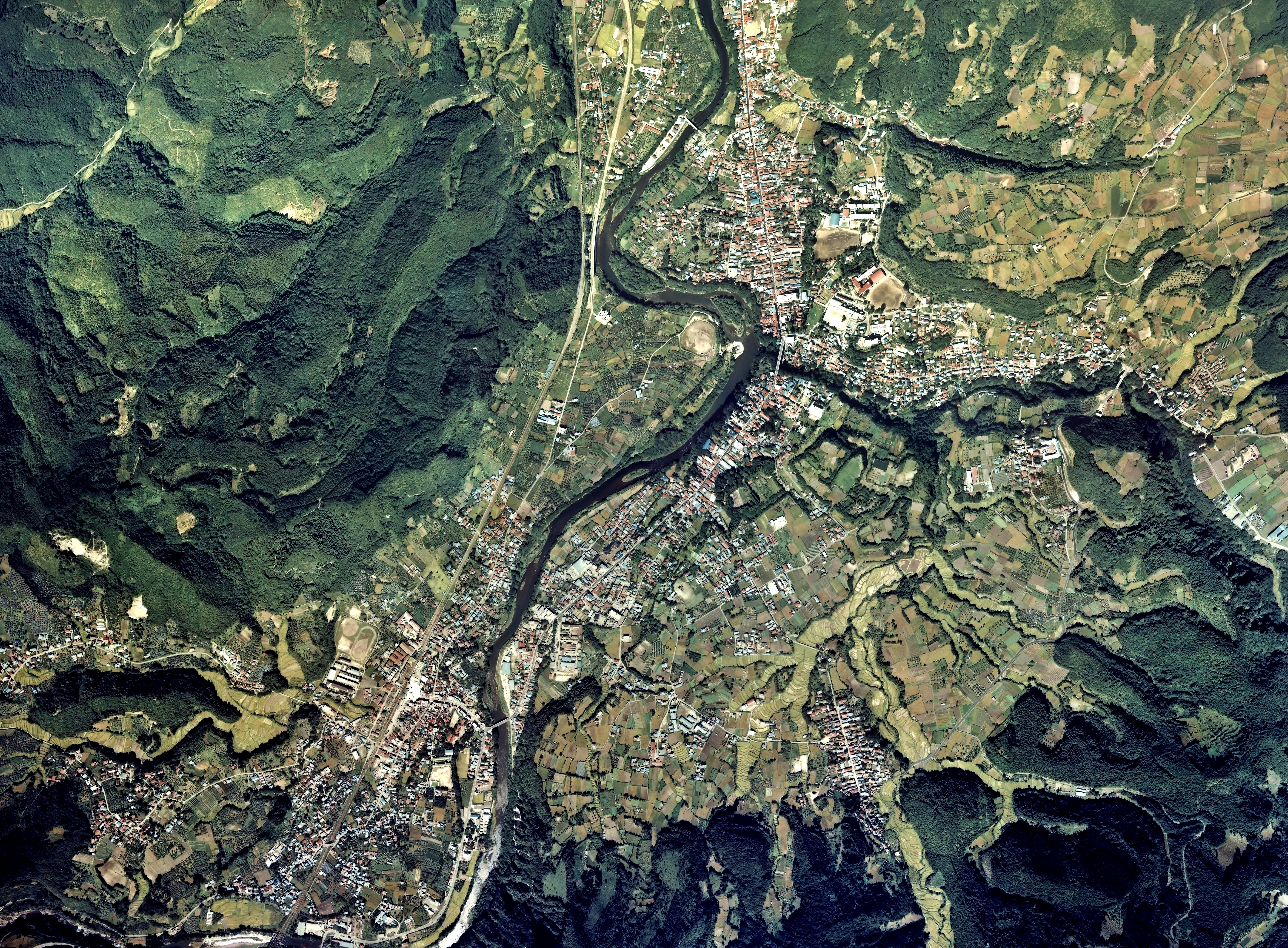
二戸市の航空写真。画面右上が福岡に相当する。

域内は、西部は馬淵川が北流し、岩手県道24号二戸九戸線や岩手県道274号二戸一戸線沿いに市街地が展開しており、東部は山地となっており、ブロイラー農場などが点在する。
地形的な観点からは、北上山系北部の折爪岳の西の山麓、馬淵川中流の河岸段丘に位置するといえる。また、福岡の地層は新生代新第三紀中新世、稲庭岳火山の福岡層から成る。

### 山など
- 折爪岳

### 河川
- 馬淵川：域内西部を北流している[12]。
- 白鳥川[12]

### 小字
福岡が擁する小字は以下の通りである。
- 五日町：城下町の名残である。
- 井戸頭
- 上ノ山
- 裏小路
- 上平
- 上沼
- 上野
- 上野沢
- 蝦夷森
- 大平
- 大萩野
- 落久保
- 織詰
- 鍵取
- 門ノ沢
- 上町
- 川又
- 桐ケ窪
- 妻ノ神
- 作ケ久保
- 在府小路
- 下川原
- 下川又
- 下中町
- 下町
- 尻子内上平
- 尻子内川原
- 尻子内下平
- 城ノ内
- 城ノ外
- 陣場
- 杉中
- 高清水
- 高場
- 田町
- 大沢倉
- 大明神平
- 嶽道
- 長塚
- 槻木平：古くは月ノ木平とも。
- 繋
- 天満ノ上
- 鳥越
- 中町
- 中村
- 長嶺
- 夏間木
- 沼ノ平
- 橋場
- 八幡下
- 八幡平
- 日ノ沢
- 船田
- 別当沢
- 前田
- 町裏
- 松ノ丸
- 矢神
- 横丁
- 横山

#### 消滅した小字
以下は2023年4月時点で、福岡および近世の福岡村における消滅した小字である。
- 横町
- 穴牛
- 五日市
- 杉ノ沢
- 舟場
- 上野々
- 風吹
- 御伊勢堂
- 鳥谷森沢
- 馬作目
- 猫淵
- 中穴牛
- 穴牛長久保
- 上穴牛
- 柿木平
- 鴨首
- 天神下
- 大又
- 大坊下
- 村松
- 合野々
- 槻沢
- 桜清水
- 中見沢
- 大洞
- 二枚平
- 浪打
- 苅山

### 行政区
行政区は以下の通りである。
| 行政区   | 該当する地区                                                                                       |
| -------- | -------------------------------------------------------------------------------------------------- |
| 1区の1   | 八幡下の一部、橋場の一部、八幡平の一部                                                             |
| 1区の2   | 八幡下の一部、橋場の一部、八幡平の一部                                                             |
| 2区の1   | 橋場の一部、八幡平の一部、五日町の一部、松ノ丸                                                     |
| 2区の2   | 八幡平の一部、在府小路の一部                                                                       |
| 3区      | 五日町の一部、城ノ外、城ノ内、在府小路の一部                                                       |
| 4区      | 落久保、上町の一部、町裏の一部、上平の一部                                                         |
| 5区      | 上町の一部、中町、下中町の一部、町裏の一部、上平の一部、横丁の一部                                 |
| 6区      | 下中町の一部、下町、田町の一部、杉中の一部、上平の一部、裏小路の一部、町裏の一部、下川原の一部     |
| 7区の1   | 田町の一部、杉中の一部、前田の一部、下川原の一部、高清水、裏小路の一部、上野の一部、上野沢、大沢倉 |
| 7区の2   | 妻ノ神、上野の一部                                                                                 |
| 8区      | 長嶺の一部、前田の一部                                                                             |
| 9区      | 長嶺の一部                                                                                         |
| 10区     | 横丁の一部、下川原の一部、裏小路の一部                                                             |
| 11区     | 下川又、川又の一部                                                                                 |
| 12区     | 川又の一部                                                                                         |
| 13区の1  | 中村の一部                                                                                         |
| 13区の2  | 中村の一部、鍵取、矢神の一部                                                                       |
| 13区の3  | 矢神の一部                                                                                         |
| 大萩野   | 大萩野                                                                                             |
| 岳通り   | 高場、槻木平、蝦夷森、船田、繋                                                                     |
| 夏間木   | 夏間木                                                                                             |
| 作ケ久保 | 作ケ久保                                                                                           |
| 尻子内   | 門ノ沢、桐ケ窪、尻子内上平、尻子内下平、上沼、沼ノ平                                               |

### 集落
農林業センサスによると、域内の農業集落は以下の通りである。
- 長嶺
- 田町
- 横丁
- 中町
- 下町
- 川又
- 中村
- 城ノ外
- 五日町
- 八幡下
- 鍵取
- 大萩野
- 夏間木
- 岳通
- 尻子内

### 地価
2022年（令和4年）の公示地価によれば、下記の福岡の宅地および宅地見込み地における地価は次の通りである。
国土交通省
- 福岡字橋場33番2（二戸-2） : 18,700円/m2
- 福岡字横丁26番（二戸-3） : 23,600円/m2
- 福岡字落久保11番（二戸-5-1） : 32,000円/m2

都道府県地価調査
- 福岡字長嶺51番7（二戸-1） : 19,600円/m2
- 福岡字中村65番4（二戸-4） : 20,200円/m2
- 福岡字八幡下57番1（二戸-5-1） : 28,900円/m2

## 歴史
域内の橋場や大萩野、夏間木、蝦夷森から、縄文時代の遺跡が発見され、土師器などの遺物が出土していることから、この時期から人々がこの地で生活していたとされる。
1591年（天正19年）以前まで、福岡は宮野と呼ばれていたが、南部信直が九戸政実の乱を鎮圧した際に三戸城から九戸城へと居城を移し、九戸城を「幸の住む岡の城」という意味を込めて福岡城に改めたことにより、この地は福岡と呼ばれるようになった。1599年（慶長4年）に南部利直が盛岡城に居城を移すまで、福岡城は南部氏の居城であった。当地は奥州街道が通っていたこともあり、戦国時代から江戸時代初期にかけて町場が形成され、南部氏の城下町は三日町、五日町、九日町などに形成されたとされる。このうち、五日町のみは現在も小字として残っているが、三日町と九日町は現在は残っておらず、九日町は福岡字落久保付近、三日町は不明となっている。
その後、江戸時代になると、南部氏による盛岡藩政下に組み込まれ、二戸郡福岡通の一村として支配されるようになり、仮名付帳によると、村松村を枝村としていたとされる。また、元和6年に代官所や街道奉行、植付漆奉行（生漆の生産、漆木の植付割当などを指導）、五日町と九日町の二箇所に伝馬所が設置された。なお、代官には盛岡給人が二名、勤番性で選出され、初代代官は石井新助と金田一刑部左衛門の勤番性であった。代官所には、代官2人、下役4人、下役定加2人、牛馬役1人、物書1人、物書加5人、物書助合4人街道奉行2人、火消役1人、大坂為登大豆用係3人、硝石用紙取締方3人、木地挽地出吟味差留役3人といった役割が置かれ、町方には検断、村方には肝入が置かれた。また、代官所には学問と武芸の教場として令斉場が設けられた。
1858年（安政5年）には萩藩の尊王志士である小倉謙作が当地に入り、呑香稲荷神社の神官である小保内孫陸などと私塾である会輔社を開校し、地域の子弟に経書を講じて、歴史を説いた。翌年、小倉謙作が去ると、1860年（万延元年）に常陸国の吉田房五郎が当地に入り、会輔社で経書を講じて、兵法を説いた。吉田房五郎はこの地を去る際に、会輔社規を作り、小保内定身と田中館礼之助らに会輔社の運営に当たらせた。1862年（文久2年）になると呑香稲荷神社の境内に文庫を開設し、江戸より2,000冊の本を購入し、会輔社員や一般村民など広い層に利用されることとなった。会輔社では田中館愛橘や国分謙吉といった人物が学んだ。
村高は正保郷村帳によると415石余（田は139石余、畑275石余）、惣御代官所中高村付によると631石余、貞享高辻帳によると519石余、元禄十郡郷帳によると田255石余と畑609石余、邦内郷村志および天保郷帳によると919石余、安政高辻帳によると737石余、旧高旧領取調帳によると928石余となっている。集落の規模は邦内郷村志によると家数566で馬数640、本枝村付並位付によると位付は上の下で、家数535（集落別内訳は五日町が66、九日町が143、本村が179、村松が56、穴牛が13、鍵取が14、門沢が8、桐ケ久保が3、尻子内が17、沼が6、船田が1、繋が2、蝦夷森が1、月ノ木平が2、鷹場が2、大萩野が7、夏間木が6、作ケ久保が8、上野が1）であった。
福岡は馬の産地であったことが知られており、邦内郷村帳によれば馬数は640頭と記され、高山彦九郎の著した北行日記には
とある。これによれば、飢饉の際、この地域の人々は捨てられた老馬弱馬を撲殺し、食していたとある。また、1852年（嘉永5年）にこの地を訪れた吉田松陰は
と記している。他に特産物は、邦内郷村帳によれば、水漆、生蝋、晒蝋、麻太布を産出し、キジやナガイモを献上したとされ、領内産物調にはキハダやハナスゲ、藍、ムラサキ、ベニバナ、タバコ、笊類、籠類、真綿、焼麩などが記載されている。
二戸市に相当する地域の「福岡」という地名の歴史的変遷は以下の通りである。
| 〜1889年       | 1889年〜1955年 | 1955年〜1972年 | 1972年〜現在 |
| -------------- | -------------- | -------------- | ------------ |
| 福岡村         | 福岡町全域     | 福岡町福岡     | 二戸市福岡   |
| 爾薩体村の一部 | 爾薩体村福岡   | 福岡町福岡     | 二戸市福岡   |
| 石切所村の一部 | 石切所村福岡   | 福岡町石切所   | 二戸市石切所 |

### 沿革
- 801年（延暦20年） - 鳥海山大物忌神社の分霊として、吉平大神蔵が勧請された[19]。
- 明応年間 - 九戸城が九戸光政により、築城されたとされる[20]。
- 1591年（天正19年） - 奥州仕置に反発した九戸政実が九戸政実の乱を起こすも、南部信直が鎮圧する[8]。
- 1620年（元和6年） - 代官所が当地に設置される[19]。
- 1642年（寛永19年） - 九戸城が廃城となる[19]。
- 1653年（承応2年） - 馬の産地であるが故に、駒改が派遣される[12]。
- 1656年（明暦2年） - 村松にて火災が発生し、23軒が焼ける[12]。
- 1663年（寛文3年） - 三日町と九日町で火災が発生し、三日町24軒、九日町20軒が焼ける[12]。
- 寛文6年から天和3年のいずれか - 福岡通に属する[8]。
- 1686年（貞享3年） - 南部重信が奉行の栃内与五郎左衛門に命じて、呑香稲荷神社の社殿を再建させる[8]。
- 1815年（文化12年） - 相馬大作が剣槍といった武術の鍛錬のため、兵聖閣を開く[8][12]。
- 1852年（嘉永5年） - 吉田松陰がこの地を訪れる[12]。
- 1858年（安政5年） - 萩藩士の小倉謙作が呑香稲荷神社神官の小保内孫陸などと会輔社を開校[8]。
- 1860年（万延元年） - 常陸国の吉田房五郎が当地に入り、会輔社で経書を講じて、兵法を説いた[8]。
- 1862年（文久2年） - 吉田房五郎、当地を去る[8]。
- 明治元年 - 盛岡藩が戊辰戦争で敗北したことに伴い、弘前藩取締となる[7]。
- 1973年（明治6年） - 竜岩寺に福岡小学校が開校[7]。
- 1876年（明治9年） - 岩手県に所属[7]。
- 1879年（明治12年）
  - 二戸郡病院が設置される[7]。
  - 岩谷橋が架橋される[7]。
- 1901年（明治34年）4月28日 - 岩手県立福岡中学校が開校[8][21]。
- 1924年（大正13年）4月1日 - 福岡町立福岡実科女学校が開校[8][21]。
- 1943年（昭和18年）4月1日 - 福岡町立福岡高等女学校となる[21]。
- 1948年（昭和23年）4月1日 - 岩手県立福岡中学校と福岡町立福岡高等女学校が合併し、岩手県立福岡高等学校が開校[8][21]。
- 1955年（昭和30年） - 福岡町が爾薩体村や石切所村、御返地村、斗米村と合併したことに伴い、福岡町の大字なしの地域は爾薩体村の大字福岡を編入し、福岡町大字福岡が成立[8]。
- 1970年（昭和45年） - 東京の回向院にあった相馬大作の墓石が町有志、縁故者らによって、曹洞宗高沢山竜岩寺に移される。
- 1972年（昭和47年） - 福岡町が金田一村と合併することに伴い、二戸市が誕生し、福岡町の大字福岡は二戸市の大字福岡となる[7]。

## 施設

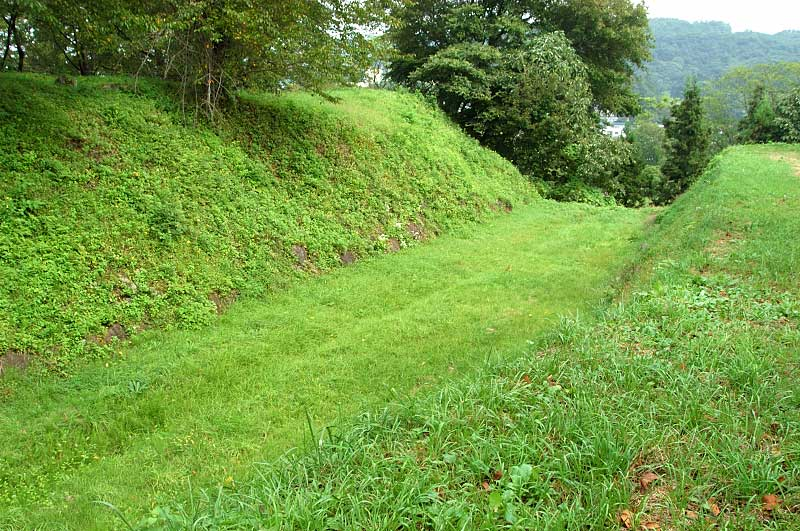
史跡九戸城

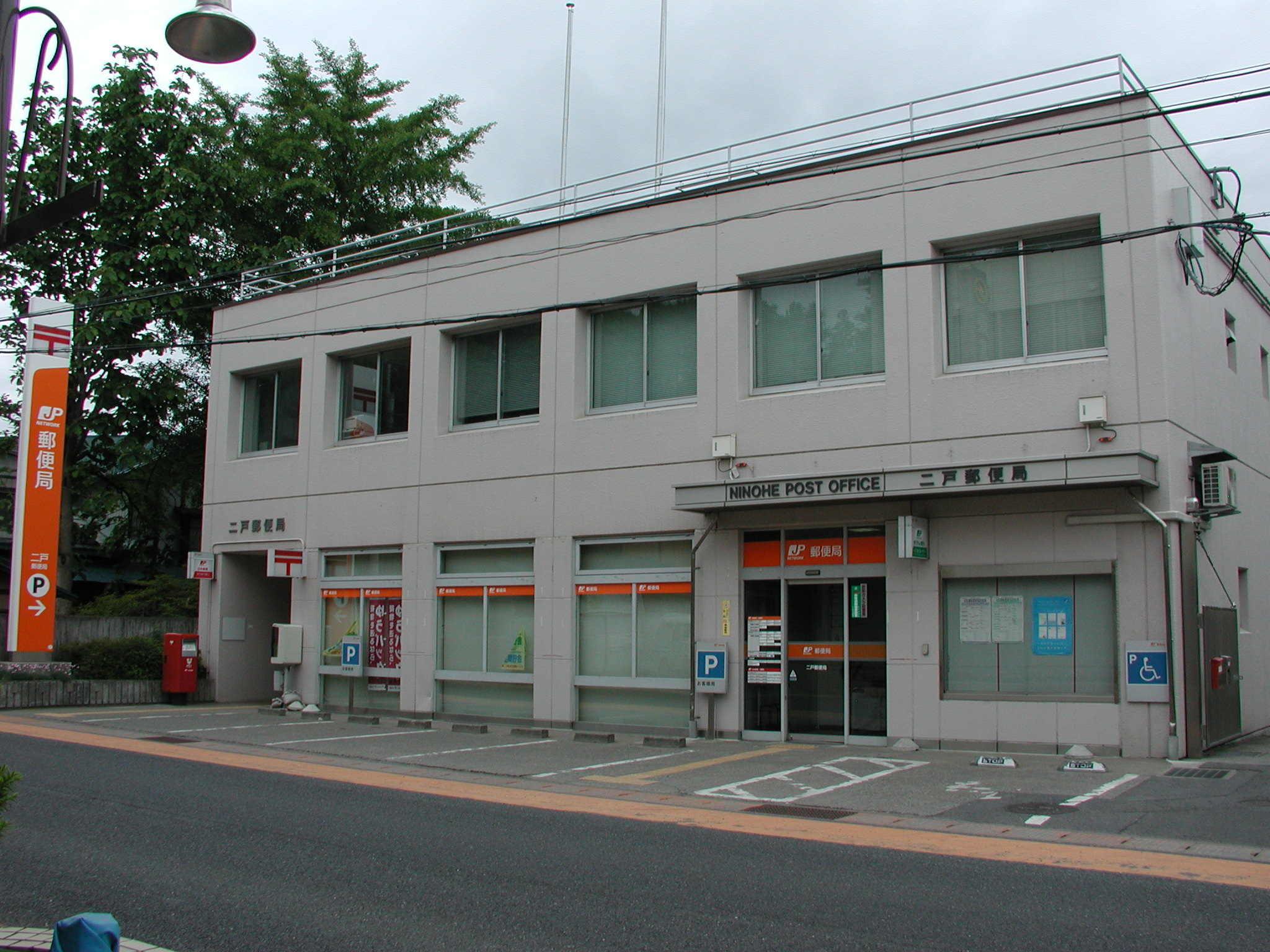
二戸郵便局

- 東北電力二戸電力センター（福岡五日町20）[22]
- 呑香稲荷神社（福岡五日町29）[23]
- 北日本銀行二戸市店（福岡五日町63-5）[24]
- 二戸郵便局（福岡五日町67）[25]
- 岩手県立福岡高等学校（福岡上平10）[26]
- 二戸市役所不燃物埋立地管理棟（福岡大萩野238-7）[27]
- 岩手銀行二戸支店（福岡上町14-1）[28]
- 二戸市労働環境施設運動広場・大平球場（福岡大平59）[29]
- もりの学び舎・ふるさと自然公園センター（福岡織爪26-1）[30]
- 十一区集会所（福岡川又14-3）[31]
- 日本年金機構二戸年金事務所（福岡川又18-16）[32]
- 二戸市立福岡中学校（福岡川又22-1）[33]
- 二戸市役所（福岡川又47）[34][35]
- 二戸市職員労組（福岡川又47）[36]
- 在八公民館[37]
- 日本共産党北部地区委員会（福岡在府小路29-1）[36]
- 二戸市立福岡小学校（下川又15）[33]
- セブンイレブン二戸福岡田町店（福岡下町22）[38]
- 九戸城跡（福岡城ノ内）[39]
- 二戸自動車整備協業組合（福岡大明神平18-2）[40]
- ローソン二戸福岡（福岡田町7）[41]
- 盛岡信用金庫二戸市店（福岡中町15）[42]
- 福岡長嶺郵便局（福岡長嶺47）[43]
- 岩手県たばこ販売協同組合二戸支部（長嶺51-1）[44]
- 二戸市立二戸体育館（福岡長嶺80-1）[45]
- 二戸市武道館（福岡長嶺80-1）[46]
- 二戸歴史民俗資料館（福岡長嶺80-1）[47][48]
- 二戸中央公民館（福岡長嶺80-1）[48]
- 二戸市埋蔵文化財センター（福岡八幡下11-1）[49]
- 二戸市総合福祉センター（福岡八幡下11-1）[35]
- 二戸市医師会（福岡八幡下11-1）[36]
- 二戸・久慈地域産業保健センター（福岡八幡下11-1）[36]
- 二戸電気工事業協同組合（福岡八幡下34-1）[36]
- 二戸市商工会（福岡横丁24）[50]
- 二戸農村勤労福祉センター（福岡横丁24）[30]

## 交通

### 鉄道
域内に鉄道は通っておらず、鉄道駅は存在しないが、最寄駅は隣接する石切所に所在する二戸駅（JRの新幹線・IGRいわて銀河鉄道、徒歩で30分ほど）や米沢に所在する斗米駅（IGRいわて銀河鉄道）などが挙げられる。

### 道路
主要地方道
- 岩手県道24号二戸九戸線

一般県道
- 岩手県道264号二戸軽米線
- 岩手県道274号二戸一戸線

市町村道
- 中村穴切線
- 鍵取妻ノ上線（仮称）
- 中村杉中線

都市計画街路
- 荒瀬上田面線
- 岩谷橋中曽根線
- 中町田町線

### バス

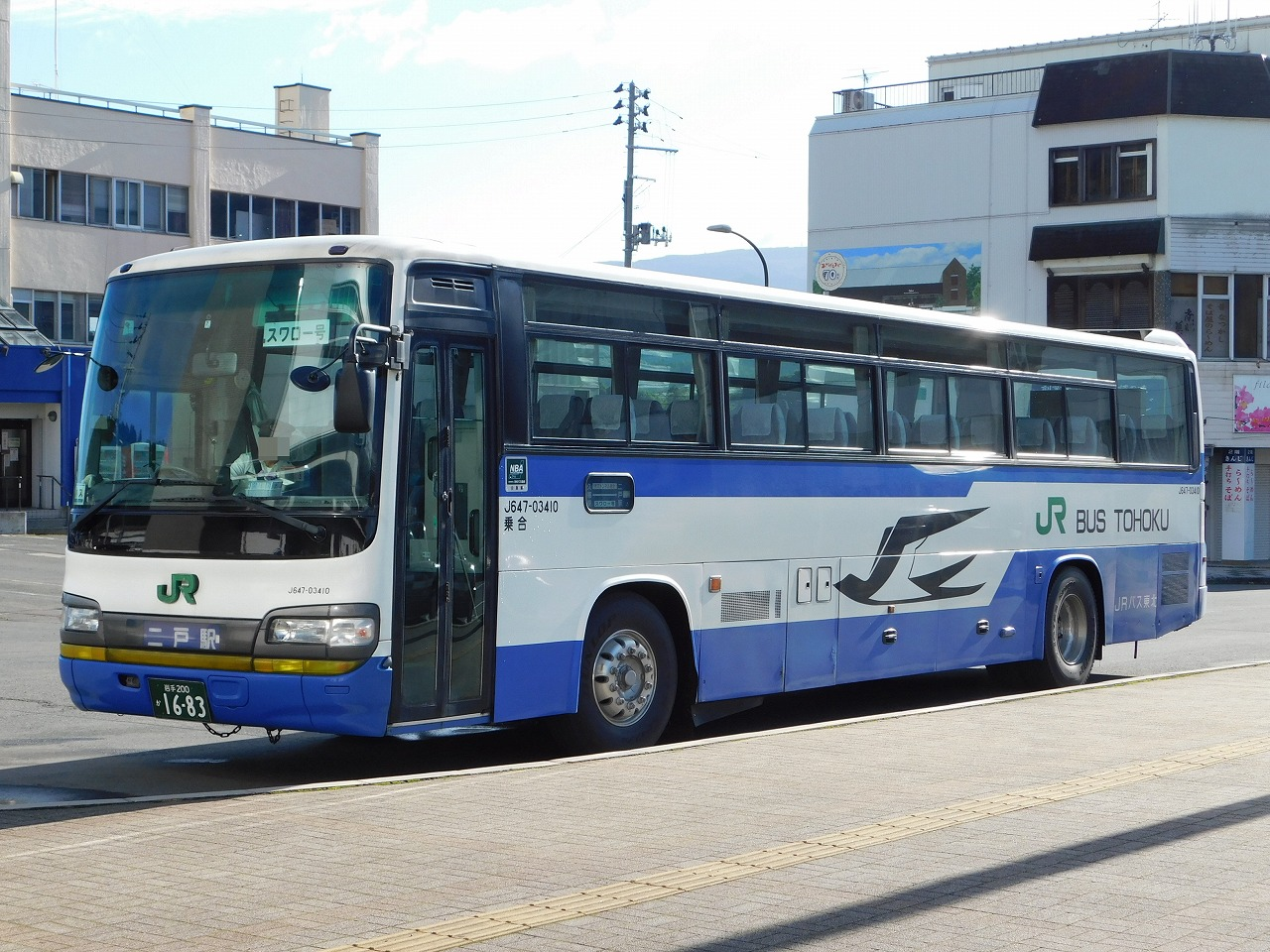
ジェイアールバス東北のスワロー号

- 岩手県北自動車
  - 伊保内-二戸線[52]
- ジェイアールバス東北
  - 二戸-仁左平・金田一温泉駅・軽米[52]
  - スワロー号[53]
- 二戸市コミュニティバス
  - 二戸駅-上斗米[52]
  - 循環バス[52]
  - 槻木平線[54]
  - 向山線[55]

## 統計

### 人口
国勢調査によると2020年（令和2年）10月時点での福岡の人口および世帯数の統計は以下の通りである。
| 小字             | 世帯数    | 男      | 女      | 外国人 | 計      |
| ---------------- | --------- | ------- | ------- | ------ | ------- |
| 福岡字八幡下     | 2,211世帯 | 2,288人 | 2,623人 | 28人   | 4,911人 |
| 福岡字夏間木     | 26世帯    | 31人    | 29人    | 3人    | 60人    |
| 福岡字大萩野     | 30世帯    | 29人    | 31人    | 0人    | 60人    |
| 福岡字尻子内下平 | 49世帯    | 63人    | 60人    | 1人    | 123人   |
| 福岡字蝦夷森     | 60世帯    | 72人    | 68人    | 0人    | 140人   |
| 福岡             | 2,376世帯 | 2,483人 | 2,811人 | 32人   | 5,294人 |

### 労働力
国勢調査によると2020年（令和2年）10月時点での福岡の人口および世帯数の統計は以下の通りである。なお、労働力人口は15歳以上の者のうち、就労している人口を指し、非労働力人口は15歳以上の者のうち、就労していない、学生や主婦、無職といった人口を指す。
| 小字             | 15歳以上人口 | 労働力人口 | 非労働力人口 | 労働力状態不詳 |
| ---------------- | ------------ | ---------- | ------------ | -------------- |
| 福岡字八幡下     | 4,304人      | 2,725人    | 1,563人      | 16人           |
| 福岡字夏間木     | 56人         | 33人       | 23人         | 0人            |
| 福岡字大萩野     | 56人         | 34人       | 22人         | 0人            |
| 福岡字尻子内下平 | 109人        | 65人       | 41人         | 3人            |
| 福岡字蝦夷森     | 128人        | 68人       | 52人         | 8人            |
| 福岡             | 4,653人      | 2,925人    | 1,701人      | 27人           |

### 農業
国勢調査によると、福岡では、農業経営体、耕地面積共に中小規模となっており、農業経営体は7団体（うち、田を営むものは4団体、畑を営むものは6団体、果樹園を営むものは2団体）耕地面積は97ha（うち田は5ha、畑は92ha、果樹園は0ha）となっている。耕地は最大で、3〜5haのものが存在する。

## 教育
域内の児童は、小学校は二戸市立福岡小学校、中学校は二戸市立福岡中学校が学区となっている。

## 著名な出身者
- 田中館愛橘 - 日本における地磁気学の祖。航空工学、度量衡関連などにも功績を残す。日本式ローマ字を提唱。
- 相馬大作 - 本名は下斗米秀之進将真。盛岡藩士。